# Tobie Botes
Pour les articles homonymes, voir Botes.

a Compétitions nationales et continentales officielles uniquement.

b Matchs officiels uniquement.
Dernière mise à jour le 9 août 2019.
Tobie Botes, né le 26 avril 1984 à Worcester (Afrique du Sud) est un joueur italien de rugby à XV d'origine sud-africaine. Il évolue au poste de demi de mêlée, de demi d'ouverture et d'arrière. Il a joué en équipe d'Italie entre 2012 et 2014.

## Carrière

### En club
- 2006-2008 : Cheetas
- 2008 : Cheetas
- 2008-2014 : Benetton Trévise
- 2014 :Eastern Province Kings

### En équipe nationale
Tobie Botes a été appelé dans le groupe pour le Tournoi des six nations 2012 à la suite de la blessure de Luciano Orquera, jouant son premier match contre la France, le 4 février 2012.

## Palmarès

### En club
- Championnat d'Italie : 2
  - Benetton Trévise : 2008-2009 et 2009-2010
- Coupe d'Italie : 1
  - Benetton Trévise : 2010
- Supercoupe d'Italie : 1
  - Benetton Trévise : 2009

### En équipe nationale
- 22 sélections.
- 8 points (2 pénalités, 1 transformation).
- Tournoi des Six Nations disputés : 2012, 2013, 2014